# 程師孟
程師孟（1009年—1086年），字公闢，蘇州吳縣（今江蘇省蘇州市）人。北宋諫議大夫、給事中、集賢殿修撰、都水監、光祿大夫，著有《續會稽掇英集》二十卷、詩集二十卷、奏議十五卷、《長樂集》一卷、《水利圖經》。

## 生平
景佑元年（1034年），程師孟考取文科進士。初任光水、錢塘二縣縣令、後任南康軍知州、楚州知州、提點夔州路刑獄。

### 開放糧倉
瀘州一帶的西方民族經常進犯渝州，使者所在的萬州，距離遙遠，一有敵訊，軍隊需要一天才能抵達支援。程師孟見狀立刻奏請遷路，治所移動到渝州。
夔州沒有常平倉，程師孟奏請設常平倉。此時恰遭逢災年，糧食不足，程師孟未向上呈報就下令調用其他地方的儲備糧食。有些官吏很擔憂，便向程師孟建議不能這樣做。程師孟表示若是按照流程等待指令，災民都會餓死，最終還是開倉發糧。

### 水利長才
程師孟移任河東路。山西一帶很多土山，旁接山谷的河流，在春、夏之際大雨的時候，水質跟黃河一樣混濁，俗稱“天河”，可以作為灌溉用途。程師孟說服當地百姓出錢出力，開渠築堰、用淤泥造出一萬八千頃的良田，程師孟將這過程寫成一本《水利圖經》，將這本有寶貴經驗的書籍頒發至各個州縣。
後來程師孟擔任度支判官、洪州知州，洪州時常有水患，程師孟以積石築江堤、疏通章溝、揭北閘、調節水量升降，一系列的作為導致洪州日後無水災發生。

### 摘奸發伏
程師孟出任江西轉運使時。袁州因官員中有奸細，盜賊頻繁問題無法解決，許久都無法將賊人繩之以法，程師孟上任後僅捉拿審問幾位官員，將他們送獄，盜賊們便輕易被擒獲。

### 築城防衛
程師孟進封加直昭文館，調任福州知州，程師孟修築子城、建設學校。後又調任廣州知州，州城被儂智高破壞，每次警報，百姓都害怕而逃，眾人都認為地勢低平、土質惡劣無法修築。程師孟到來後，在廣州六年，修建西城，交趾軍攻陷邕管後，聽聞廣州城相當堅固，便不再東進。此時程師孟已調離廣州，朝廷為感念程師孟功勞，任命為給事中、集賢殿修撰、都水監。
元佑元年（1086年），時任光祿大夫、集賢殿修撰致仕的程師孟去世。享壽七十八歲。

## 性格
程師孟常常擔任地方重鎮官吏，為政簡約但嚴格，連輕罪犯人都是親自處置。程師孟料事如神能揭露懸案，對地方豪強、惡霸、慣犯都嚴懲，因此程師孟的下屬都對他很恭敬。洪州、福州、廣州、越州的百姓都為程師孟建立生祠。

## 軼事
程師孟擔任洪州知州的時候，在府中造了一間房名為靜堂。由於程師孟非常喜歡，所以每天都去，並作了首詩說“每日更忙須一到，夜深常是點燈來。”李元規看到後調侃說白天來、晚上也來，還常來，這是如廁吧。
程師孟喜歡遊覽山川，曾上烏石山，讚賞美景，熙寧年間，在擔任福州知州任內將閩山（ 原作烏石山 ）改名道山，並建了道山亭。曾鞏繼任福州知州。程師孟知道後，寫信懇請曾鞏寫了篇《道山亭記》。
熙寧元年（1068年），程師孟與祖無擇遊西湖，當時張先生病，知道此事後作詩《屬疾聞知府龍圖與公闢大卿學士八月十五游山泛湖夜歸》。
熙寧二年（1069年），程師孟就任福州知州，在鼓樓設置水鐘銅壺滴漏，鼓樓因此得名。
薦福寺內，其地有淺沙泉、跑馬泉，水質為城中第一，程師孟擔任洪州知州時闢作“雙泉堂”、潘興嗣為《記》。
程師孟曾當面對王安石讚賞說他的文章作品蓋世，很榮幸和他在同一個時代，生平最大的願望，就是讓王安石為他寫一篇墓誌銘，或許能藉其文章讓自己名聲得以流傳千古。

## 評價
- 米芾：廣平公以文學登科，以政事躋顯，以言語出疆，以恬退告老，足之所及，功利蔚起。[3]
- 朱長文：雖韋丹治豫章，孔戮帥嶺南，常袞化七閩，無以加也。[3]
- 曾鞏：程公於是州以治行聞，既新其城，又新其學，而其餘功又及於此。[10]

## 外部連結
[在维基数据编辑]
 《宋史·卷426》，出自脱脱《宋史》

- 中國哲學書電子化計劃《福州府志乾隆本·卷五》 （页面存档备份，存于）
- 中國哲學書電子化計劃《續資治通鑑長編·卷三百九十》 （页面存档备份，存于）